# Nová Sídla
Obec Nová Sídla se nachází v okrese Svitavy v Pardubickém kraji. Leží 5 km na západ od Litomyšle. Žije zde 260 obyvatel.

## Historie
První písemná zmínka o obci pochází z roku 1790.

## Části obce
- Nová Sídla
- Sedlíšťka

## Galerie

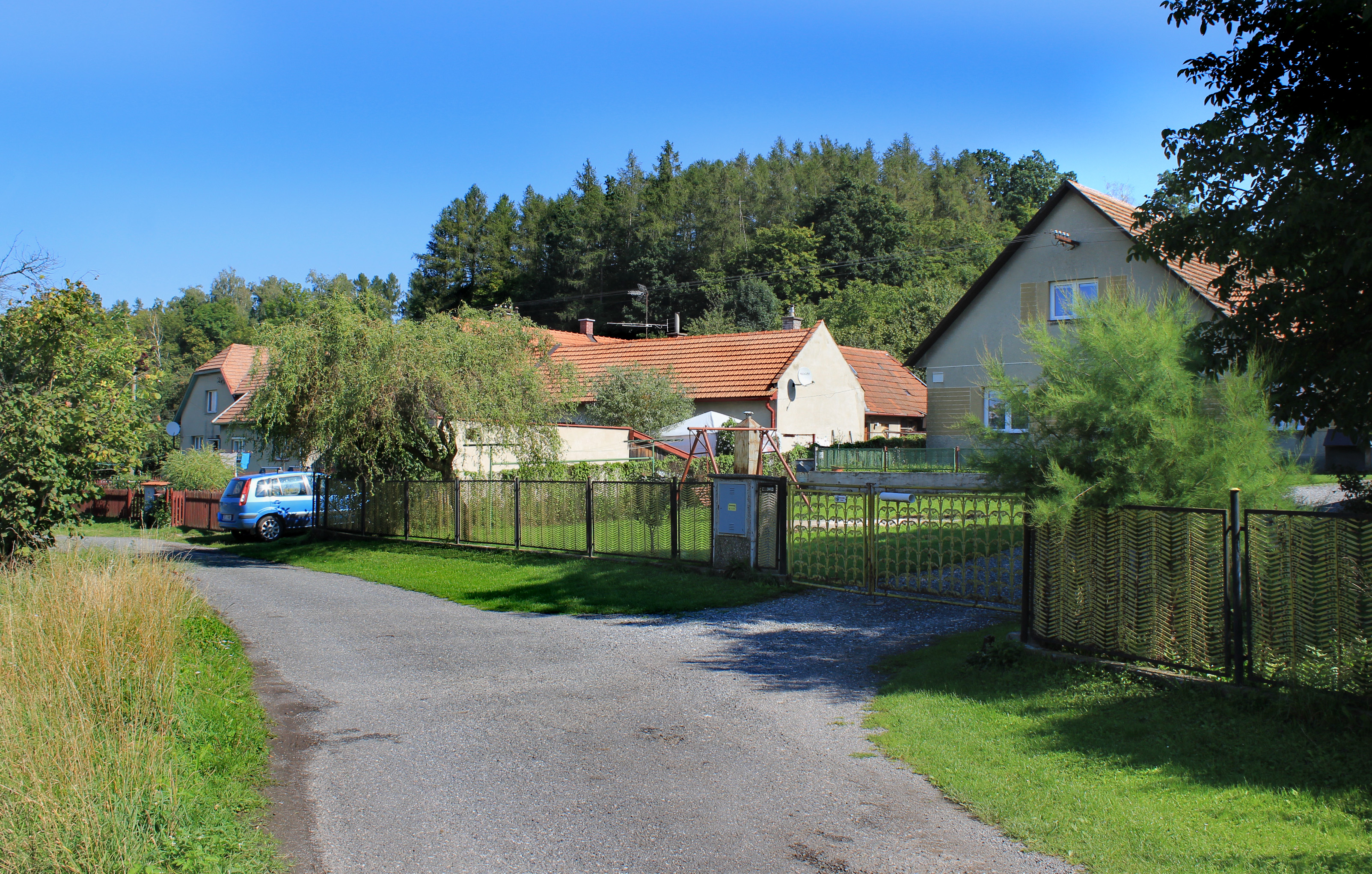
Postranní ulice
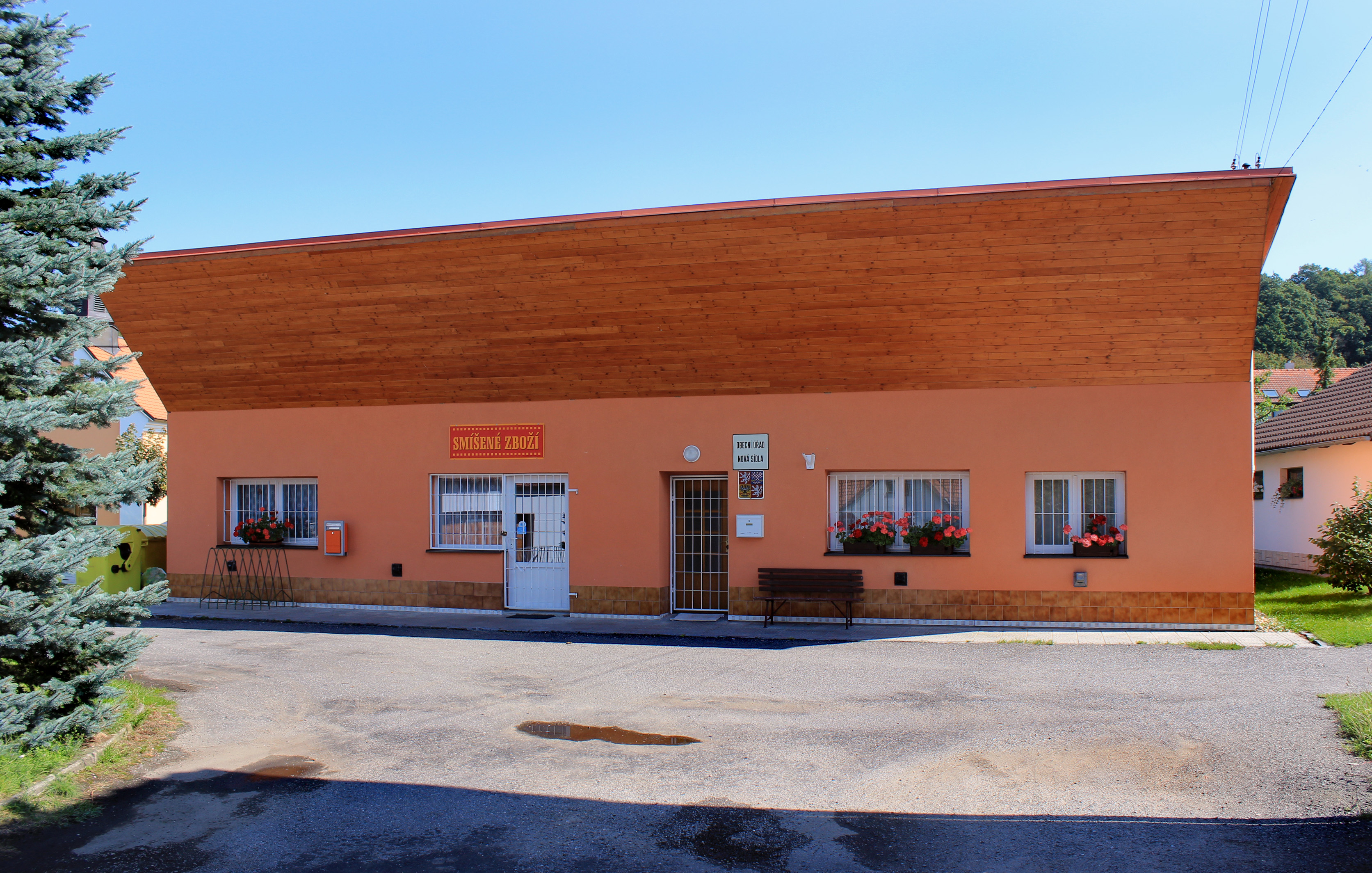
Nová budova obecního úřadu
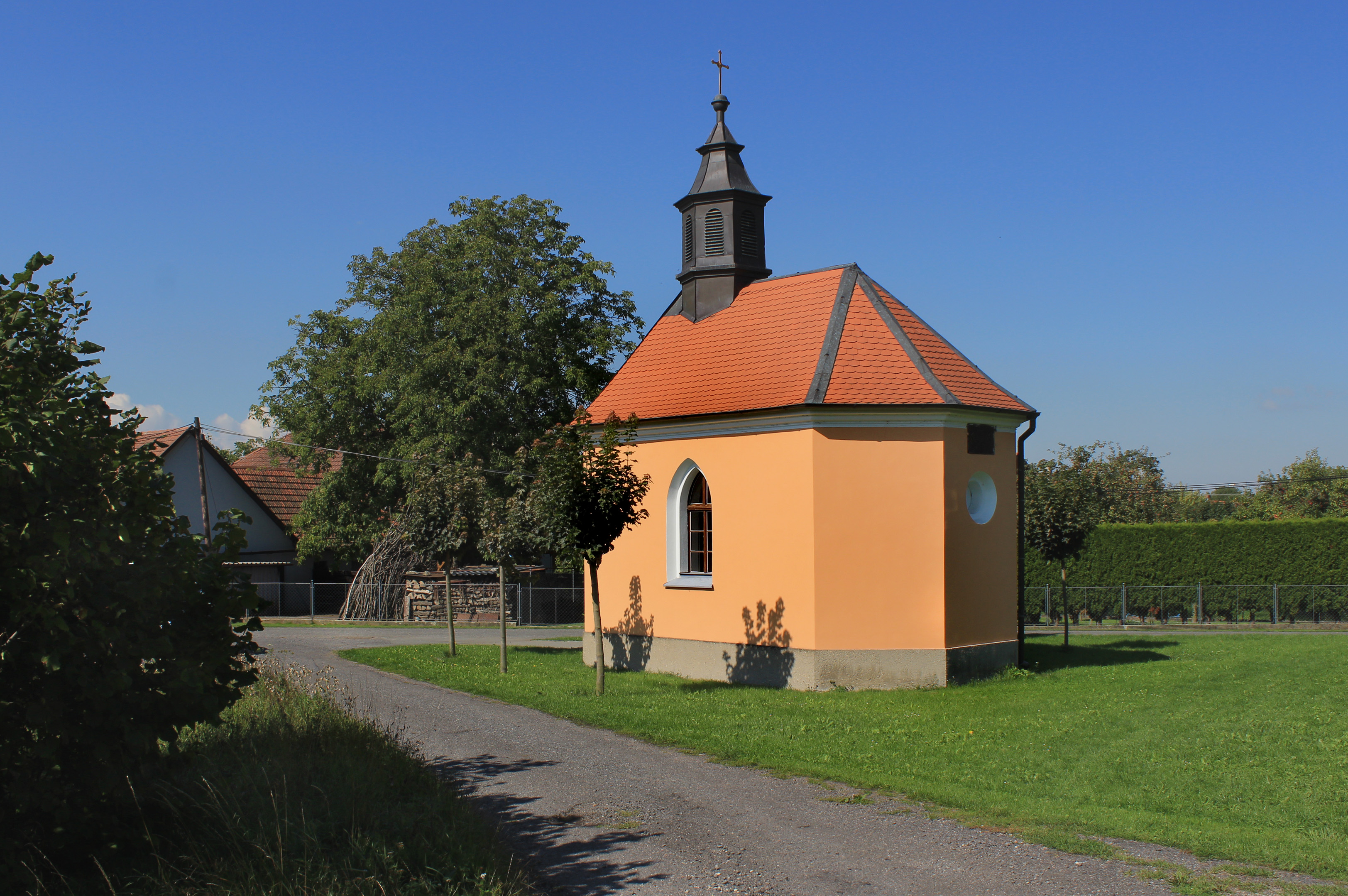
Kaple u obecního úřadu